# Apeadeiro de Penha
O Apeadeiro de Penha foi uma interface da Linha de Guimarães, que servia a zona do Monte da Penha, no concelho de Guimarães, em Portugal.

## História

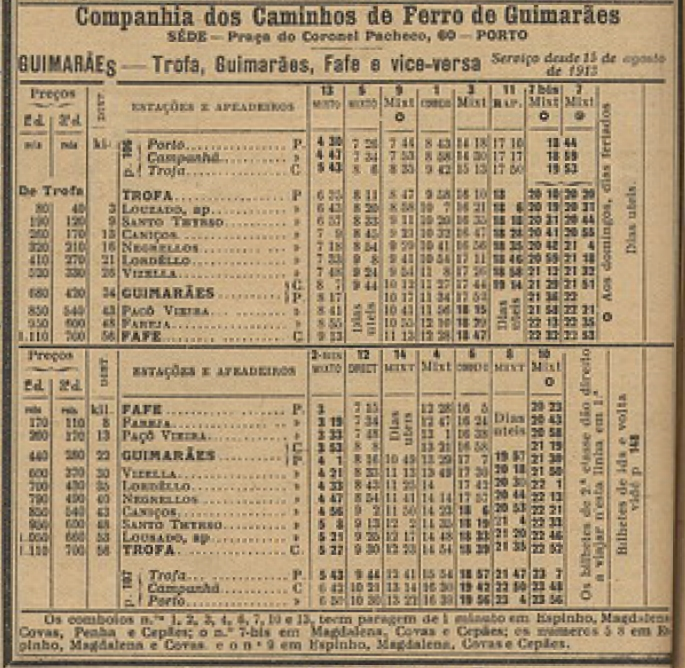
Horário da Linha de Guimarães, onde se faz referência a Penha

Este apeadeiro fazia parte do lanço entre Guimarães e Fafe da Linha de Guimarães, que entrou ao serviço em 21 de Julho de 1907.
Este lanço foi encerrado em 1986.